# Lekang
Lekang este o localitate din comuna Hadsel, provincia Nordland, Norvegia.